# Nelson Range
Nelson Range är ett berg i Kanada.   Det ligger i provinsen British Columbia, i den södra delen av landet, 3 100 km väster om huvudstaden Ottawa. Toppen på Nelson Range är 2 250 meter över havet, eller 165 meter över den omgivande terrängen. Bredden vid basen är 2,8 km.
Terrängen runt Nelson Range är huvudsakligen kuperad, men österut är den bergig. Runt Nelson Range är det mycket glesbefolkat, med 2 invånare per kvadratkilometer.. Det finns inga samhällen i närheten.
I omgivningarna runt Nelson Range växer i huvudsak barrskog.